# حارة السوق (صنعاء همدان)
حارة حارة السوق هي إحدى حارات حي شملان بضواحي صنعاء مديرية همدان، بلغ تعداد سكانها 250 نسمة حسب تعداد اليمن لعام 2004.